# أب كبك (كوهستان)
أب كبك (بالفارسية: اب کبک) هي قرية تقع في إيران في Kuhestan Rural District. يقدر عدد سكانها بـ 19 نسمة .